# 眼树莲
眼树莲（学名：Dischidia chinensis）是蘿藦科眼树莲属的植物，是中国的特有植物。分布在中国大陆的广东、广西等地和香港，生长于海拔100米至600米的地区，多生长于山谷、树上、溪边、山地潮湿杂木林中或附生石上，目前尚未由人工引种栽培。本種的模式產地為香港。

## 别名
石仙桃、小耳环、上树瓜子、树上瓜子、上树鳖、翼鱼草（广西）；瓜子藤（广东）；瓜子金（广西、广东）、風不動